# Sèssils (ordre)
Els sèssils (Sessilia) són un ordre de cirrípeds toràcics, que inclous el bàlans o glans de mar (Balanus sp.). Formen un grup monofilètic i probablement es deriven dels pedunculats .

## Taxonomia
Aquest ordre està dividit en tres subordres: 
Subordre Balanomorpha - dotze famílies classificades dins de sis superfamílies
- Superfamília Balanoidea Leach, 1817
  - Família Archaeobalanidae Newman & Ross, 1976
  - Família Balanidae Leach, 1817
  - Família Pyrgomatidae Gray, 1825
- Superfamília Chionelasmatoidea Buckeridge, 1983 
  - Família Chionelasmatidae Buckeridge, 1983
- Superfamília Chthamaloidea Darwin, 1854 
  - Família Catophragmidae Utinomi, 1968
  - Família Chthamalidae Darwin, 1854
- Superfamília Coronuloidea Leach, 1817
  - Família Chelonibiidae Pilsbry, 1916
  - Família Coronulidae Leach, 1817
  - Família Platylepadidae Newman & Ross, 1976
- Superfamília Pachylasmatoidea Utinomi, 1968
  - Família Pachylasmatidae Utinomi, 1968
- Superfamília Tetraclitoidea Gruvel, 1903
  - Família Bathylasmatidae Newman & Ross, 1971
  - Família Tetraclitidae Gruvel, 1903

Subordre Brachylepadomorpha - una sola família
- Família Brachylepadidae

Subordre Verrucomorpha - dues famílies
- Família Neoverrucidae
- Família Verrucidae